# Ветер (фильм, 1992)
«Ве́тер» (англ. Wind) — кинофильм.

## Сюжет
«Кубок Америки» — одна из престижнейших парусных регат. По вине Уилла Паркера американская команда, возглавляемая Морганом Уэлдом, проигрывает кубок австралийцам. Но благодаря помощи бывшей подружки, её нового возлюбленного, а также дочери Уэлда, Паркеру удаётся взять реванш, вернув трофей в США.

## В ролях
| Актёр             | Роль           |
| ----------------- | -------------- |
| Мэттью Модайн     | Уилл Паркер    |
| Клифф Робертсон   | Морган Уэлд    |
| Дженнифер Грей    | Кейт Басс      |
| Джек Томпсон      | Джек Невилл    |
| Стеллан Скарсгард | Джо Хейзер     |
| Ребекка Миллер    | Эбигейл Уэлд   |
| Нед Вон           | Чарли Мур      |
| Питер Монтгомери  | ТВ комментатор |
| Элмер Элуордт     | Серж           |